# Буњевци (Врбовско)
Буњевци су насељено мјесто града Врбовског, у Горском котару, у Приморско-горанској жупанији, Република Хрватска.

## Географија
Буњевци се налазе око 11 км сјеверозападно од Врбовског.

## Становништво
Према попису становништва из 2011. године, насеље Буњевци је имало 35 становника.
| Националност       | 1991. | 1981. | 1971. | 1961. |
| Срби               | 37    | 38    | 74    | 82    |
| Хрвати             | 6     | 5     | 2     | 7     |
| Југословени        | 7     | 22    |       |       |
| остали и непознато | 3     | 8     | 1     | 1     |
| Укупно             | 53    | 73    | 77    | 90    |

| Демографија | Демографија | Демографија |
| Година      | Становника  | Становника  |
| ----------- | ----------- | ----------- |
| 1961.       | 90          |             |
| 1971.       | 77          |             |
| 1981.       | 73          |             |
| 1991.       | 53          |             |
| 2001.       | 52          |             |
| 2011.       |             | 35          |